# Selaginella sandvicensis
Selaginella sandvicensis är en mosslummerväxtart som beskrevs av Bak.. Selaginella sandvicensis ingår i släktet mosslumrar, och familjen mosslummerväxter. Inga underarter finns listade i Catalogue of Life.